# Selenca maculata
Genre
Espèce
Selenca maculata, unique représentant du genre Selenca, est une espèce d'opilions laniatores de la famille des Assamiidae.

## Distribution
Cette espèce se rencontre au Cameroun et au Togo.

## Description
Le syntype mesure 5 mm.

## Publication originale
- Sørensen, 1896 : « Opiliones Laniatores a cl. Dr. Yngwe Sjöstedt in Kamerun (Africa Centrali) collectos. » Entomologisk Tidskrift, vol. 17, p. 177–202 (texte intégral).